# Девід Култгард
Де́від Ма́ршалл Ку́лтхард (англ. David Marshall Coulthard; нар. 27 березня 1971, Твінгольм) — шотландський автогонщик, пілот Формули-1. Девід Култгард дебютував у формулі-1 у 1994 році і здобув за кар'єру 13 перемог, провівши 15 сезонів.
Завершив виступи у формулі-1 в 2008 році. Хоча Култгард жодного разу не вигравав чемпіонату світу, він вважається одним з найуспішніших гонщиків останніх років, займає сьоме місце за всю історію Формули-1 за кількістю набраних очок за кар'єру.

## Кар’єра

### Юніорські серії
Девід Култгард починає займатися картинговими перегонами з одинадцятирічного віку. У даній серії він змагається 6 років, виграє ряд місцевих змагань, зокрема Cumbria Kart Racing Club у 1985. В 1989 пілот продовжує кар'єру в серії Формула Форд та стає першим володарем McLaren Autosport BRDC Award — нагороди, що вручається для молодих гонщиків з Великої Британії. Сезон 1990 переривається через  травму — перелом ноги отриманий на трасі Спа-Франкоршам. У 1991 Култгард виграє перегони серії Формула 3:  Marlboro  Masters (Бельгія) та Macau Grand Prix (Китай). У перегонах цієї ж серії  1992 та 1993 рр. Девід займає дев'яте та третє місця відповідно. 

### Формула-1

#### Вільямс (1994-1995)
У 1993 Девід Култгард  стає тестовим пілотом команди Вільямс-Рено. Як бойовий пілот він дебютує 29 травня 1994 р. на Гран-прі Іспанії зайнявши місце загиблого Айртона Сенни та бере участь у ще 8 етапах. Йому вдається здобути друге місце на Гран-прі Португалії, на ньому ж та на Гран-прі Німеччини пілот показує найшвидший час  кола.
Наприкінці 1994 р. Култгард здійснює спробу переходу до команди Макларен але згідно з рішенням ФІА змушений залишитися на сезон 1995 у Вільямсі.
У сезоні 1995 пілот здобуває 5 поул позицій, закінчує кожен етап не нижче четвертого місця та виграє перший у своїй кар'єрі Гран-прі в Португалії. В цьому ж сезоні він не фінішує у 8 етапах перегонів через сходження з дистанції. У липні Девід підписує контракт з Маклареном.

#### Макларен (1996-2004)
Протягом сезону 1996 пілоти Макларен фінішували на подіумних місцях тільки 5 разів — болідам укомплектованими моторами Мерседес не вистачало конкурентної швидкості. Култгард сходив з дистанції у семи гонках. На Гран-прі Монако він був лідером але у підсумку програв Олів'є Панісу. 
Сезон 1997 Култгард завершує на 3 місці у особистому заліку пілотів (після дискваліфікації Міхаеля Шумахера) набравши з Жаном Алезі однакову кількість очок. Девід виграє Гран-прі Австралії та Італії, проїжджає найшвидше коло на трасі в Канаді. На ній він лідирує але через проблеми з щепленням затримується на другому піт-стопі. В цей же момент у аварію потрапляє Паніс і гонка зупиняється але через відсутність на трасі Култгард не стає переможцем перегонів.
У сезоні 1998 Култгард виграє один етап — у Сан-Марино та 5 разів фінішує на другому місці услід за своїм напарником Мікою Хаккіненом котрий виграє 8 етапів та отримує чемпіонський титул.
У 1999 р. Девід Култгард закінчує сезон на четвертому місці 6 разів побувавши на подіумі, із них двічі — на першому місці. Його напарник Хаккінен здобуває свій другий чемпіонський титул, а команда програє Кубок конструкторів Феррарі.
У сезоні 2000 пілот втручається у щільну боротьбу за чемпіонство разом із Шумахером та Хакіненом, але у підсумку випадає з сутички фінішуючи на третьому місці. 
2001 Девід закінчує на другому місці набравши при цьому майже удвічі менше очок ніж Шумахер, що стає чемпіоном (65 проти 123).
У 2002 Култгард продовжує контракт з Макларен. Цей та наступні два сезони характеризуються поступовим спадом його результатів і одночасним прогресом молодого напарника Девіда Кімі Ряйкконена. Однією з причин падіння результатів стає нова система кваліфікації введена ФІА у 2003 р. Сезон 2004 Култгард завершує на 10 місці набравши 24 очка. На сезон 2005 його місце займає Хуан Пабло Монтоя.

#### Ред Булл (2005-2008)
2005 рік Девід Култгард розпочинає у команді Ред Булл як досвідчений напарник молодих пілотів Крістіана Кляйна та Вітантоніо Ліуцці. Котракт з командою продовжується до 2006. На Гран-прі Монако Култгард здобуває третє місце приносячи для Ред Була перший подіум у його історії. Покращення особистих досягнень дозволяють пілоту 7 серпня 2006 р.  продовжити контракт на 2007. Його напарником стає Марк Веббер. 
2007 року, після низьких результатів на початку сезону пілот здобуває 5 місця на Гран-прі Іспанії  та Європи, 4 на Гран-прі Японії та 8 місце у Китаї. Контракт продовжується до кінця 2008 р.
Сезон  2008 аналогічно попередньому починається для Култгарда з низьких результатів, зіткнень та сходів. Далі, на Гран-прі Канади він здобуває третє місце, яке стає його 62 подіумом за кар'єру.
3 липня 2008 р., перед Гран-прі Великої Британії Девід Култгард оголошує про  завершення своєї кар'єри гонщика Формули-1  після фінішу сезону.

### Кузовні серії
Беручи участь в Гонці чемпіонів (Race of Champions) у 2008 р. Култгард доходить до фіналу де програє Себастьяну Льобу. 2009 та 2011 року він доходить до четвертьфіналів.
У 2010-2012 рр. Девід бере участь у серії DTM в складі команди Mucke Motorsport. 
18 жовтня 2012 р. Девід Култгард оголошує про завершення кар'єри гонщика.

## Повна таблиця результатів
Жирним шрифтом позначені етапи, на яких гонщик стартував з поулу.
Курсивом позначені етапи, на яких гонщик мав найшвидше коло.
| Рік  | Команда                   | Шасі                           | Двигун                                            | 1        | 2        | 3        | 4        | 5        | 6        | 7        | 8        | 9        | 10       | 11       | 12       | 13       | 14       | 15       | 16       | 17       | 18       | 19    | Місце в чемпіонаті | Очки в чемпіонаті |
| ---- | ------------------------- | ------------------------------ | ------------------------------------------------- | -------- | -------- | -------- | -------- | -------- | -------- | -------- | -------- | -------- | -------- | -------- | -------- | -------- | -------- | -------- | -------- | -------- | -------- | ----- | ------------------ | ----------------- |
| 1994 | Rothmans Williams Renault | Williams FW16 Williams FW16B   | Renault RS6 3.5 V10                               | BRA      | PAC      | SMR      | MON      | ESP Схід | CAN 5    | FRA      | GBR 5    | GER Схід | HUN Схід | BEL 4    | ITA 6    | POR 2    | EUR      | JPN      | AUS      |          |          |       | 8                  | 14                |
| 1995 | Rothmans Williams Renault | Williams FW17 Williams FW17B   | Renault RS7 3.0 V10                               | BRA 2    | ARG Схід | SMR 4    | ESP Схід | MON Схід | CAN Схід | FRA 3    | GBR 3    | GER 2    | HUN 2    | BEL Схід | ITA Схід | POR 1    | EUR 3    | PAC 2    | JPN Схід | AUS Схід |          |       | 3                  | 49                |
| 1996 | Marlboro McLaren Mercedes | McLaren MP4/11 McLaren MP4/11B | Mercedes FO 110 3.0 V10                           | AUS Схід | BRA Схід | ARG 7    | EUR 3    | SMR Схід | MON 2    | ESP Схід | CAN 4    | FRA 6    | GBR 5    | GER 5    | HUN Схід | BEL Схід | ITA Схід | POR 13   | JPN 8    |          |          |       | 7                  | 18                |
| 1997 | West McLaren Mercedes     | McLaren MP4/12                 | Mercedes FO 110E 3.0 V10 Mercedes FO 110F 3.0 V10 | AUS 1    | BRA 10   | ARG Схід | SMR Схід | MON Схід | ESP 6    | CAN 7    | FRA 7    | GBR 4    | GER Схід | HUN Схід | BEL Схід | ITA 1    | AUT 2    | LUX Схід | JPN 10   | EUR 2    |          |       | 3                  | 36                |
| 1998 | West McLaren Mercedes     | McLaren MP4/13                 | Mercedes FO 110G 3.0 V10                          | AUS 2    | BRA 2    | ARG 6    | SMR 1    | ESP 2    | MON Схід | CAN Схід | FRA 6    | GBR Схід | AUT 2    | GER 2    | HUN 2    | BEL 7    | ITA Схід | LUX 3    | JPN 3    |          |          |       | 3                  | 56                |
| 1999 | West McLaren Mercedes     | McLaren MP4/14                 | Mercedes FO 110H 3.0 V10                          | AUS Схід | BRA Схід | SMR 2    | MON Схід | ESP 2    | CAN 7    | FRA Схід | GBR 1    | AUT 2    | GER 5    | HUN 2    | BEL 1    | ITA 5    | EUR Схід | MAL Схід | JPN Схід |          |          |       | 4                  | 48                |
| 2000 | West McLaren Mercedes     | McLaren MP4/15                 | Mercedes FO 110J 3.0 V10                          | AUS Схід | BRA ДСК  | SMR 3    | GBR 1    | ESP 2    | EUR 3    | MON 1    | CAN 7    | FRA 1    | AUT 2    | GER 3    | HUN 3    | BEL 4    | ITA Схід | USA 5    | JPN 3    | MAL 2    |          |       | 3                  | 73                |
| 2001 | West McLaren Mercedes     | McLaren MP4-16                 | Mercedes FO 110K 3.0 V10                          | AUS 2    | MAL 3    | BRA 1    | SMR 2    | ESP 5    | AUT 1    | MON 5    | CAN Схід | EUR 3    | FRA 4    | GBR Схід | GER Схід | HUN 3    | BEL 2    | ITA Схід | USA 3    | JPN 3    |          |       | 2                  | 65                |
| 2002 | West McLaren Mercedes     | McLaren MP4-17                 | Mercedes FO 110M 3.0 V10                          | AUS Схід | MAL Схід | BRA 3    | SMR 6    | ESP 3    | AUT 6    | MON 1    | CAN 2    | EUR Схід | GBR 10   | FRA 3    | GER 5    | HUN 5    | BEL 4    | ITA 7    | USA 3    | JPN Схід |          |       | 5                  | 41                |
| 2003 | West McLaren Mercedes     | McLaren MP4-17D                | Mercedes FO 110M 3.0 V10 Mercedes FO 110P 3.0 V10 | AUS 1    | MAL Схід | BRA 4    | SMR 5    | ESP Схід | AUT 5    | MON 7    | CAN Схід | EUR 15   | FRA 5    | GBR 5    | GER 2    | HUN 5    | ITA Схід | USA Схід | JPN 3    |          |          |       | 7                  | 51                |
| 2004 | West McLaren Mercedes     | McLaren MP4-19                 | Mercedes FO 110Q 3.0 V10                          | AUS 8    | MAL 6    | BHR Схід | SMR 12   | ESP 10   | MON Схід | EUR Схід | CAN 6    | USA 7    |          |          |          |          |          |          |          |          |          |       | 10                 | 24                |
| 2004 | West McLaren Mercedes     | McLaren MP4-19B                | Mercedes FO 110Q 3.0 V10                          |          |          |          |          |          |          |          |          |          | FRA 6    | GBR 7    | GER 4    | HUN 9    | BEL 7    | ITA 6    | CHN 9    | JPN Схід | BRA 11   |       | 10                 | 24                |
| 2005 | Red Bull Racing           | Red Bull RB1                   | Cosworth TJ2005 3.0 V10                           | AUS 4    | MAL 6    | BHR 8    | SMR 11   | ESP 8    | MON Схід | EUR 4    | CAN 7    | USA НС   | FRA 10   | GBR 13   | GER 7    | HUN Схід | TUR 7    | ITA 15   | BEL Схід | BRA Схід | JPN 6    | CHN 9 | 12                 | 24                |
| 2006 | Red Bull Racing           | Red Bull RB2                   | Ferrari 056 2.4 V8                                | BHR 10   | MAL Схід | AUS 8    | SMR Схід | EUR Схід | ESP 14   | MON 3    | GBR 12   | CAN 8    | USA 7    | FRA 9    | GER 11   | HUN 5    | TUR 15   | ITA 12   | CHN 9    | JPN Схід | BRA Схід |       | 13                 | 14                |
| 2007 | Red Bull Racing           | Red Bull RB3                   | Renault RS27 2.4 V8                               | AUS Схід | MAL Схід | BHR Схід | ESP 5    | MON 14   | CAN Схід | USA Схід | FRA 13   | GBR 11   | EUR 5    | HUN 11   | TUR 10   | ITA Схід | BEL Схід | JPN 4    | CHN 8    | BRA 9    |          |       | 10                 | 14                |
| 2008 | Red Bull Racing           | Red Bull RB4                   | Renault RS27 2.4 V8                               | AUS Схід | MAL 9    | BHR 18   | ESP 12   | TUR 9    | MON Схід | CAN 3    | FRA 9    | GBR Схід | GER 13   | HUN 11   | EUR 17   | BEL 11   | ITA 16   | SIN 7    | JPN Схід | CHN 10   | BRA Схід |       | 16                 | 8                 |